# Mikel Azurmendi Intxausti
Mikel Azurmendi Intxausti (castellà: Mikel Azurmendi)  (Sant Sebastià, 9 de desembre de 1942 - Sant Sebastià, 6 d'agost de 2021) va ser un antropòleg i escriptor en espanyol i en èuscar.
Va ser militant d'ETA durant els anys seixanta però va abandonar l'organització després que fos derrotada la seva alternativa per tal que s'abandonés la violència i es convertís en un partit obrer. Doctor en Filosofia per la Universitat del País Basc i professor d'antropologia.
Va ser el primer portaveu del Foro de Ermua i fundador de ¡Basta Ya!, amenaçat de mort per ETA i després de dos intents d'atemptats contra ell marxà als Estats Units.
Va ser Premi Hellman/Hammet el 2000, nominat per Human Rights Watch, i també IV Premi a la Convivència el 2001, per la Fundació Miguel Ángel Blanco.

## Obra

### Assaig
- Todos somos nosotros (Taurus Pensamiento, 2002)
- Estampas de El Ejido (Taurus Pensamiento, 2001)
- Y se limpie aquella tierra (Taurus Pensamiento, 2001)
- La herida patriótica (Taurus Pensamiento, 2000)
- Nombrar, embrujar (Alberdania Arxivat 2012-06-28 a Wayback Machine., 1993)
- Euskal nortasunaren animaliak. Euskal ahozkerako animali-metafoaren inguruan (1987, Baroja)
- Grandville-n iruditan euskal errefrauak (1986, Baroja)

### Articles de revistes
- La España inmigrada (Letras libres, Nº. 66, 2007, pags. 10-14)
- Savater te lleva de viaje (Claves de razón práctica, Nº 154, 2005, pags. 78-79)
- Diez tesis sobre el multicultaralismo (Cuadernos de pensamiento político FAES, Nº. 8, 2005, pags. 97-112)
- Los derechos y la integración social de los inmigrantes en Europa (Estudios de derecho judicial, Nº. 81, 2005 (Ejemplar dedicado a: Hacia un derecho unitario europeo en materia de extranjería), pags. 101-111)
- Cultura, desarrollo, inmigración: Notas para un debate sobre las relaciones con el Magreb (Persona y derecho: Revista de fundamentación de las Instituciones Jurídicas y de Derechos Humanos, Nº. 49, 2003 (Ejemplar dedicado a: Inmigración y Tolerancia), pags. 95-106)
- Repercusiones de la inmigración en España (A distancia, Nº 3, 2003, pags. 38-46)
- Inmigración e identidad ciudadana (Claves de razón práctica, Nº 128, 2002, pags. 21-30)
- Migraciones, cultura democrática y multiculturalismo (Estudios de derecho judicial, Nº. 41, 2002 (Ejemplar dedicado a: Inmigración y Derecho / Jesús Ernesto Peces Morate (dir.)), pags. 95-126)
- Qué fue a hacer estampas en El Ejido (Mediterráneo económico, Nº. 1, 2002 (Ejemplar dedicado a: Procesos migratorios, economía y personas / coord. por Manuel Pimentel Siles), pags. 362-383)
- Inmigración y conflicto en El Ejido (Claves de razón práctica, Nº 116, 2001, pags. 8-17)
- De la totalidad del totalitarismo, ¿hay razones para calificar hoy de fascista al nacionalismo vasco? (Fundamentos de antropología, Nº. 10-11, 2001, pags. 38-57)
- La resacralización del nacionalismo vasco (Claves de razón práctica, Nº 101, 2000, pags. 71-79)
- Pío Baroja, literatura y construcción de sí mismo como paisaje moral (Revista de antropología social, Nº 7, 1998 (Ejemplar dedicado a: La Generación del 98), pags. 149-175)
- Vasco que, para serlo, necesita enemigo (Claves de razón práctica, Nº 70, 1997, pags. 36-43)
- Vive memor! no olvides (Anales de la Fundación Joaquín Costa, Nº 14, 1997, pags. 225-232)
- Etnicidad y violencia en el suelo vasco (Claves de razón práctica, Nº 43, 1994, pags. 28-43)
- Homo Homini lupus: la guerra en la literatura antropológica (Claves de razón práctica, Nº 19, 1992, pags. 52-56)

### Col·laboracions en obres col·lectives
- Diferencia y derecho a la diferencia: la igualdad como solidaridad (Ciudadanía y memoria de libertad, 2005, pags. 13-25)
- Migraciones y cultura democrática (Inmigración y ciudadanía : perspectivas sociojurídicas / coord. por José María Martínez de Pisón Cavero, Joaquín Giró Miranda, 2003, pags. 61-76)
- Unas Propuestas de Integración Social de los Inmigrantes (Sociedad civil e inmigración / coord. por Vicente Garrido Mayol, 2003, pags. 67-76)
- La brujería como aquelarre (Tradición oral, 1999, pags. 109-152)
- Etnicidad y violencia en el suelo vasco (Etnicidad y violencia / José Antonio Fernández de Rota y Monter (ed. lit.), 1994, pags. 77-100)
- Mito y realidad en la novela contemporánea (Mito y realidad en la novela actual : VII Encuentro de escritores y críticos de las letras españolas, 1992, pags. 35-42)

### Narrativa
- Kontu kontari Grezian barrena (1985, Baroja)

### Novel·la
- Tango de muerte (2008, El Cobre Ediciones)
- Gauzaren hitzak (1987, Baroja)

### Traduccions
- Jende ona nekez da aurkitzen; Flannery O'Connor (1985, Baroja)
- Ihauterietako erokeriak; Pio Baroja (1986, Baroja)